# The Sound Barrier
The Sound Barrier is een Britse dramafilm uit 1952 onder regie van David Lean. Destijds werd de film in Nederland uitgebracht onder de titel De geluidsbarrière.

## Verhaal
Tijdens de Tweede Wereldoorlog was Tony Garthwaite een succesvolle gevechtspiloot. Na de oorlog trouwt hij met Susan, de dochter van een rijke oliebaron. Zijn schoonvader ontwerpt ook vliegtuigen en hij wil als eerste de geluidsbarrière doorbreken. Als Tony voor hem als testpiloot fungeert, leidt dat tot spanningen in het gezin.

## Rolverdeling
| Acteur           | Personage              |
| ---------------- | ---------------------- |
| Ralph Richardson | John Ridgefield        |
| Ann Todd         | Susan Garthwaite       |
| Nigel Patrick    | Tony Garthwaite        |
| John Justin      | Philip Peel            |
| Dinah Sheridan   | Jess Peel              |
| Joseph Tomelty   | Will Sparks            |
| Denholm Elliott  | Christopher Ridgefield |
| Jack Allen       | Windy Williams         |
| Ralph Michael    | Fletcher               |